# Bell AH-1 Cobra
«Кобра» (англ. Cobra, общевойсковой индекс — AH-1, заводской индекс изготовителя — Bell Model 209, по-русски — АЭйч-1) — американский ударный вертолёт, разработанный фирмой Bell Helicopter в начале 1960-х годов.
Первый в мире специально спроектированный серийный боевой вертолёт. С большим успехом применялся во Вьетнамской войне и других вооружённых конфликтах. В начале XXI века вертолёты AH-1 продолжают находиться на вооружении ряда вооружённых сил государств и стран, в том числе и США.

## Конструкция
Бронированы сиденья пилотов, борта кабины (сдвижные щитки), боковые проекции двигателя и часть уязвимых элементов конструкции. Бронирование осуществлено установкой композитной брони марки NOROC. Существует модификация AH-1S с улучшенной живучестью. Все системы неуязвимы к одиночному поражению 12,7-мм бронебойной пулей; обеспечение минимум 30 мин полёта после одиночного поражения 23-мм ОФЗ снарядом зенитной установки ЗУ-23-2.
На 4 узлах подвески может размещаться различное вооружение: до 4 ПТУР TOW, до 8 шт ПТУР AGM-114 Hellfire (AH-1W и AH-1Z), УР типа AIM-9L; до 2 подвесных пушечных установок, а также НАР калибром 70 и 127 мм. Возможна подвеска до 2 ПТБ.
В состав БРЭО входят средства связи, навигационное и прицельное оборудование (без РЛС), НСЦ. Средства обороны состоят из аппаратуры отстрела ДО и ЛТЦ, а также дымовых шашек.

## Тактико-технические характеристики
Технические характеристики
- Экипаж: 2 человека
- Длина: 13,59 м
- Диаметр несущего винта: 13,41 м
- Высота: 4,09 м
- Максимальная взлётная масса: 4535 кг
- Силовая установка: 1 × Авро Лайкоминг T53-L-703
- Мощность двигателей: 1 × 1810л. с.

Лётные характеристики
- Максимальная скорость:  315 км/ч
- Крейсерская скорость: 180 км/ч
- Боевой радиус: 1200 км
- Практическая дальность: 510 км
- Статический потолок: 3720 м
- Скороподъёмность: 8,22 м/с

Вооружение
- Стрелково-пушечное: 1×7,62 мм пулемёт M-134 Minigun + 1×40 мм автоматический гранатомёт M-129 (2000 патронов + 321 граната) или 2×40 мм гранатомёта или 2×7,62 мм пулемёта
- Точки подвески: 4
- Боевая нагрузка: 4567 кг
- Управляемые ракеты: ПТУР AGM-71
- Неуправляемые ракеты: 70 мм Гидра

## Модификации
- TH-1G HueyCobra — двухместный учебно-тренировочный вариант для подготовки пилотов.
- AH-1Q HueyCobra — модернизированный AH-1G. оснащён ПТУР TOW, телескопическим прицелом M65 (TSU), и коллиматорным M73.
- AH-1S (-P) (Production) — AH-1Q с двигателем 1800 л. с. Lycoming T53-L-703.
- AH-1S (-E) (Enhanced Cobra Armament System (ECAS))
- AH-1S (-F) (AH-1S Modernized) — противотанковый вертолёт. Оснащён ПТУР TOW, навигационной системой CONUS, усовершенствованным радиооборудованием. 290 машин переоборудовано из AH-1G и 82 из AH-1Q.

## На вооружении
- Бахрейн —16 AH-1E, 6 TAH-1P и 12 AH-1F по состоянию на 2016 год[5]
- Иордания — 12 AH-1F и 17 AH-1S по состоянию на 2016 год[6]
- Иран —  50 AH-1J по состоянию на 2016 год[7]
- Пакистан — 38 AH-1F/S по состоянию на 2016 год[6]
- Таиланд — 7 AH-1F по состоянию на 2016 год[8]
- Китайская Республика — 67 AH-1W по состоянию на 2016 год[9]
- Турция — 18 AH-1P, 12 AH-1S и 4 TAH-1P по состоянию на 2016 год[10]
- Республика Корея — 60 AH-1F/J по состоянию на 2016 год[11]
- Япония — По данным отчета Японии в ООН, в 2020 году на вооружении имелось 50 вертолетов AH-1S[12]

## Боевое применение

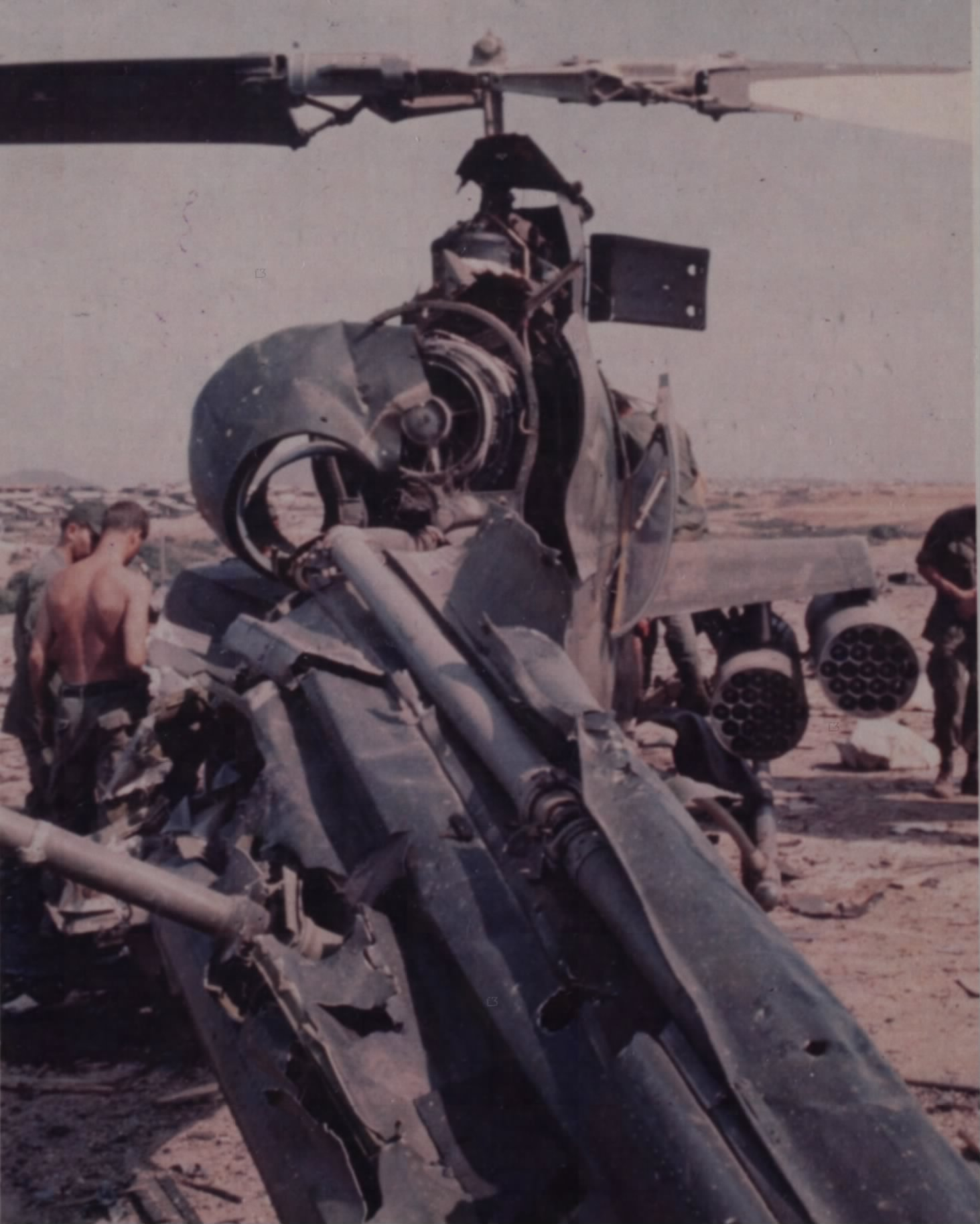
Американский вертолёт AH-1G после попадания ракеты во время стоянки в Camp Eagle во время войны во Вьетнаме. Май 1970

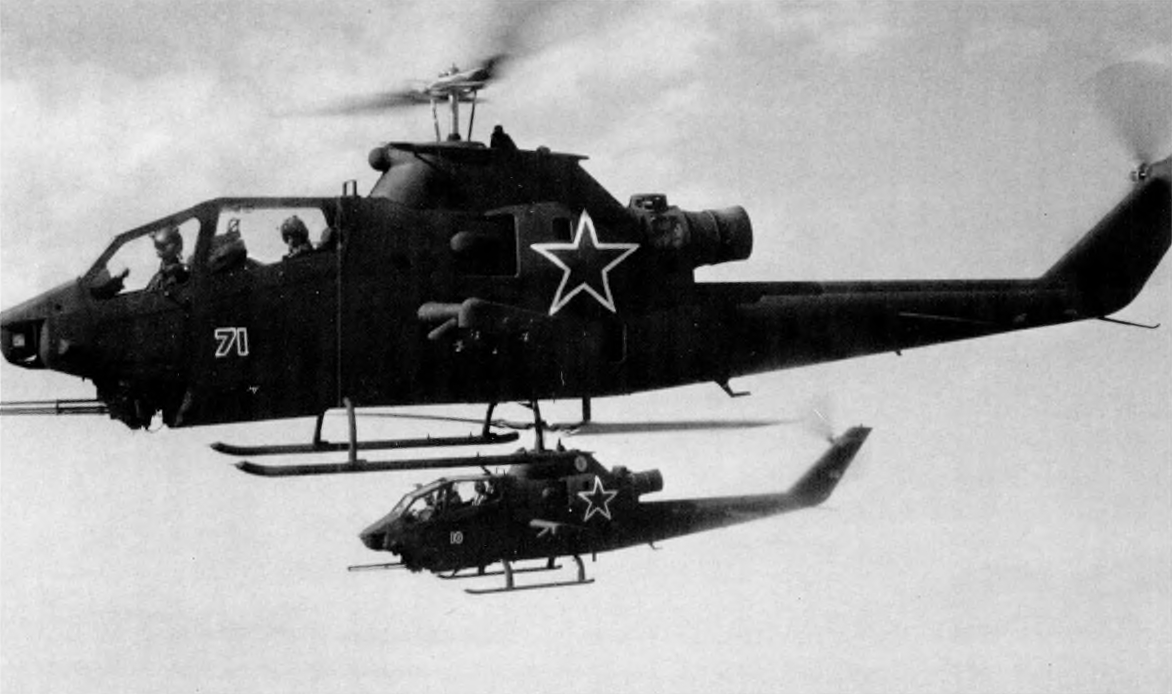
«Кобры» с красными звёздами на фюзеляжах имитируют воздушного противника на учениях ПВО США

### Война во Вьетнаме
Применялся США с 1965 по 1973 годы. За этот период американская сторона безвозвратно потеряла около 300 вертолётов «Кобра».
В феврале-марте 1971 года в ходе шестинедельной операции Lam Son 719 американские AH-1 уничтожили 6 и подбили 8 северовьетнамских танков, за это пришлось заплатить 26 сбитыми и 158 повреждёнными «Кобрами».
17 марта 1971 года вертолёт AH-1 «Кобра» Армии США во время осуществления авторотации над Кантхо столкнулся с гражданским самолётом PC-6 «Портер» авиакомпании Air America. В результате оба летательных аппарата рухнули на землю, убив всех кто находился на бортах, в том числе 7 пассажиров и членов экипажа в «Портере» и 2 в «Кобре».
«Кобры» сыграли решающую роль в боях за город Анлок весной 1972 года, уничтожив 1040 северовьетнамских солдат и 18 танков. В ходе этих боёв появился первый «танковый ас» на AH-1 — лётчик Рон Туси в одном вылете уничтожил 5 северовьетнамских танков Т-54 и ПТ-76.
5 января 1971 года вертолёт AH-1G Армии США (с/н 17103) вылетел из Фу Бай для испытания вооружения и упал в Южно-Китайское море.
В ходе войны известны случаи, когда вертолёты AH-1 «Кобра» сбивались из артиллерийских орудий. 18 августа 1969 года американские артиллеристы с помощью осветительного снаряда случайно сбили собственный вертолёт AH-1G Армии США (с/н 67-15765), оба пилота погибли. 23 марта 1971 года в Камбодже очередной вертолёт AH-1G Армии США (с/н 20645) был сбит случайно попавшим артиллерийским снарядом, выпущенным южновьетнамскими артиллеристами. Экипаж из двух человек погиб.

### Ирано-иракская война
В начале 1981 года 16 иранских вертолётов AH-1J применялись в крупнейшей танковой битве войны — битве за Дизфуль. Сражение закончилось разгромом иранцев, которые потеряли в том числе и 8 из 16 задействованных вертолётов «Кобра». AH-1 уничтожили в ходе сражения 16 иракских танков (включая 3 новейших Т-72), 39 бронетранспортёров, 25 единиц артиллерии, 50 автомашин..
В сентябре 1981 года, в ходе двухдневной операции «Восьмой Имам», иракцами был сбит один иранский вертолёт AH-1J.
«Кобры» успешно использовались против бронетехники, например, только в ноябре 1982 года ими было уничтожено не менее 106 иракских танков и 70 БТР. Известны случаи, когда группам из 4 AH-1 удавалось на несколько часов остановить наступление целых иракских танковых бригад.
14 июля 1982 года иранская «Кобра» была сбита противотанковой ракетой «Малютка».
К середине войны количество боеспособных иранских вертолётов AH-1 снизилось с 205 до 80-90 единиц.
В ходе операции Кербала-5 вертолёт AH-1J был уничтожен авиаударом иракского Су-22М4 по ангару на вертолётной базе в Месджеде-Солейман.
Подтверждённым успехом иранских «Кобр» было участие в операции «Мерсад» в июле 1988 года. Очень большая колонна повстанцев МЕК была атакована иранской авиацией, в результате разгрома колонны огнём вертолётов AH-1J были уничтожены все до одной лёгкие бронемашины EE-9 Cascavel.
Всего в ходе войны было уничтожено 100 вертолётов AH-1J (безвозвратно). Десятки вертолётов в конце войны имели тяжёлые повреждения. По итогу в конце у Ирана осталось лишь 6 вертолётов «Кобра», способных вести огонь ракетами TOW и 56 обычных вертолётов с неуправляемым вооружением.

#### Воздушные бои с участием «Кобр»
AH-1J имели довольно спорные успехи в воздушных боях в ходе войны. «Кобры» претендовали на четыре сбитых иракских сверхзвуковых самолёта — два МиГ-21 (один конце июля 1983 года во время боёв в Иракском Курдистане медленно летевший на малой высоте), один МиГ-23 и один Су-22, а также на 25 сбитых вертолётов. Не менее 4 AH-1J заявлено сбитыми иракскими МиГ-21 и 1 МиГ-23, также заявлялось 10 «Кобр» сбитых иракскими вертолётами. Какой-либо информации (номера или пилоты) о потерях и победах в воздушных боях практически не приводится.
Ниже перечислены только случаи имеющие подтверждающую информацию:
- 6 ноября 1980 года в районе Ракабии произошёл воздушный бой 2 иранских AH-1J против 2 иракских вертолётов Sa.342. В результате боя одна иракская «Газель» была сбита попаданиями НУРС «Гидра». Было опубликовано фото обломков. Примечательно что «Кобры» пытались атаковать вторую «Газель», однако, как рассказывал иранский пилот — «пилот иракского вертолёта открыл кабину, достал автомат АК-47 и начал стрелять по нему». В результате чего стороны разошлись[36];
- 6 декабря 1980 года в горах западнее Илама иранский вертолёт AH-1J был сбит ракетой «воздух-воздух» иракского истребителя МиГ-21. При крушении пилот Майор Ахмад Кешвари погиб, оператор полковник Рахим Шаки Пезешки был ранен[37][38];
- 4 марта 1984 года во время операции Хейбар[англ.] вертолёт Sa.342 был сбит иранским вертолётом AH-1J. Иракский пилот Фоваз Салем погиб[39];
- 25 июля 1987 года пушечным огнём AH-1 был сбит иракский ударный вертолёт Ми-25, пилот Хабиб Абд Аббас погиб[40].
- Ираном признавалась потеря по меньшей мере трёх вертолётов AH-1J, сбитых иракскими турбовинтовыми УТС Pilatus PC-7[англ.][41].

#### Вертолёты, сбитые из танковых пушек
В ходе войны произошли довольно редкие случаи в истории, когда вертолёты сбивались огнём из пушек танков. Только за первые полгода 1981 года иранцы признавали 5 таких случаев, из них 4 вертолёта AH-1J:
- В начале февраля 1981 года (операция Танге Хаджян) AH-1J вылетел из Махшехра в район границы, во время атаки на иракскую бронетехнику получил попадание из танковой пушки и загорелся. Совершив жесткую посадку на поле боя, пилот Вали Ростами с сильными ожогами и оператор Табатабай успели покинуть горящую машину[43].
- В начале февраля 1981 года (операция Танге Хаджян) был сбит ещё один AH-1J. Вертолёт получил попадание из танковой пушки. При крушении «Кобры» пилот лейтенант Голамреза Шахпарасть и оператор Джавад Аклаги смогли выжить[44].
- 28 апреля 1981 вертолёт AH-1J в районе Сарполь-э-Захаб сбит танковым снарядом из 115-мм пушки иракского Т-62. При крушении погиб лучший иранский вертолётчик Али Акбар Широуди, оператор лейтенант Ахмад Реза Араш был ранен[37][45].
- 21 июля 1981 года вертолёт AH-1J (р/н 3-4491) в районе реки Керхе в Хузестане сбит попаданием из танковой пушки. Экипаж «Кобры» младшие лейтенанты Мохаммад-Хуссейн Халкани и Хамид Али-Мадад были тяжело ранены. Вертолёт ПСС Bell-214A (р/н 6-4776) который попытался спасти раненый экипаж также был уничтожен танковым снарядом[46].

### Борьба с наркотрафиком на Ближнем Востоке
Поставленные в Афганистан американские ПЗРК Stinger распространились по региону. В результате чего некоторые из этих ракет попали в руки наркоторговцев в Иране.
- 15 мая 1989 года в районе Захедана наркоторговцы с помощью ПЗРК Stinger сбили иранский боевой вертолёт AH-1J. При крушении «Кобры» пилот Алиреза Джашидан погиб, оператор был тяжело ранен[47];
- 7 сентября 1996 года наркоторговцы поддерживаемые Саудовской Аравией сбили ещё один иранский боевой вертолёт AH-1J. По вертолёту был произведён пуск из ПЗРК Стрела-2. В результате крушения «Кобры» пилот майор Маохаммад-Реза Хаш Шенас и оператор майор Мохаммад-Реза Рашиди погибли, несмотря на попытки вертолёта ПСС Bell 214A их спасти[48].

### Турецкое восстание
В 2016 году во время попытки военного переворота в Турции вертолёты AH-1T и AH-1W применялись обеими сторонами.
В ночь с 15 на 16 июля 2016 года два боевых вертолёта AH-1W Super Cobra путчистов (б/н-а 10603 и 10605) обстреляли здание Генерального Штаба Турции.
По меньшей мере три вертолёта путчистов получили повреждения в боевых вылетах: множество пробоин получил AH-1W (б/н 10606), 21 пробоину получил AH-1W (б/н 10649) и 17 пробоин получил AH-1T (б/н 10649).

### Ирано-израильский конфликт
В ходе израильского нападения на Иран 18 июня 2025 года было уничтожено 8 вертолётов AH-1J.

### Другие Конфликты
- Конфликт в Белуджистане (1973—1978) — пакистанская армия использовала эти вертолёты в боях против белуджийских сепаратистов.
- Ирано-курдский конфликт (1979, Иран) — 23 августа 1979 года курды огнём стрелкового оружия сбили иранский вертолёт «Кобра»[28].
- Ирано-иракская война (1980—1988, Иран).
- Гражданская война в Ливане (Израиль) — в ходе войны было сбито три израильских «Кобры».[54][55][56] В первом вылете против сирийской техники двумя «Кобрами» были уничтожены три танка Т-62 и один грузовик[57]. Всего в ходе конфликта «Кобрами» уничтожены десятки единиц бронетехники, включая ряд[сколько?] современных танков Т-72[58].
- Вторжение США на Гренаду (1983, США) — в ходе операции два американских AH-1T было сбито.[59]
- Турецко-курдский конфликт (с 1984, Турция) — четыре турецких AH-1W было сбито курдскими повстанцами до 2011 года[60]. 13 мая 2016 года курды с помощью ПЗРК «Игла» сбили ещё одну, пятую по счёту «Супер-Кобру», два члена экипажа было убито[61].
- Операция «Богомол» (1988, США) — американские «Кобры» потопили три иранских патрульных катера, при этом один AH-1T был сбит[62].
- Перехват 28 сентября 1988 года — два иранских вертолёта AH-1J были сбиты советскими истребителями МиГ-23, после нарушения афганской воздушной границы[63].
- Война в Персидском заливе (1991, США) — было задействовано 145 вертолётов, общий налёт составил 8000 часов, выпущено более 1000 ПТУР, потеряно 3 AH-1F[источник не указан 990 дней], только вертолётами морской пехоты уничтожено 97 танков, 104 бронетранспортёра и машины, 16 бункеров и 2 зенитные позиции без потерь[64].
- Миротворческая операция в Сомали (UNOSOM I, 1992—1993, США).
- Война в Афганистане (с 2001, США) — принимали ограниченное участие. С 2009 по 2012 год известно о четырёх потерянных вертолётах AH-1W[65][66][67][68][69].
- Иракская война (с 2003, США) — в ходе первых 25 дней операции 46 из 58 вертолётов «Кобра» КМП США получили боевые повреждения[70]. Всего в ходе войны было потеряно не меньше 8 вертолётов AH-1W[71]. 21 марта 2003 года американский вертолёт AH-1W ракетой случайно уничтожил американский танк M1 Abrams[72].
- Вазиристанская война (с 2004, Пакистан) — пакистанцы задействовали три эскадрильи вертолётов AH-1F. Множество вертолётов получили повреждения, например в октябре 2009 года огнём противника было подбито 5 «Кобр». Известно, что за всю войну было сбито 9 пакистанских вертолётов, однако были ли среди них «Кобры» неясно[73].
- Вторая ливанская война (2006, Израиль).

## Происшествия
1 марта 2012 года на одном из аэродромов штата Аризона разбился AH-1F во время съёмок серии для корейской версии передачи Top Gear. 8 января 2018 года вертолёт ВМС США Bell AH-1 Cobra совершил экстренную посадку на прилегающую к отелю территорию на острове Окинава.